# Bailliage de Rue
?–1258
Entités suivantes :
- Châtellenie de Rue

1258–1536
Entités précédentes :
- Seigneurie de Rue

Entités suivantes :
- Bailliage de Rue

1536–1798
Entités précédentes :
- Châtellenie de Rue

Entités suivantes :
- Canton de Sarine et Broye

La seigneurie de Rue est une seigneurie située dans l'actuel canton de Fribourg. En 1258, Pierre II de Savoie achète la seigneurie qui devient la châtellenie de Rue. Fribourg s'en empare en 1536 et la transforme en bailliage de Rue. Le bailliage est supprimé en 1798.

## Histoire
La seigneurie appartient à la famille de Rue jusqu'en 1258, date à laquelle la seigneurie est achetée par Pierre de Savoie et devient une châtellenie. La châtellenie devient un bailliage fribourgeois en 1536. En 1581, Semsales passe du bailliage de Rue au bailliage de Châtel-Saint-Denis.

## Châtelains
Les châtelains sont les suivants :
- 1258 : Henri de Bonvillars ;
- 1266 : Antoine, fils du métral de Villeneuve ;
- 1270-1279 : Jean Guersi de Allio (=Aigle) ;
- 1284 : Jaques de Liddes ;
- 1288 : Jaques de Belmont ;
- 1297 : Pierre Belex ;
- 1305-1307 : Perot (Pierre?) d'Illens ;
- 1313-1325 : Hugonet de Saint-Rambert ;
- 1331 : Jean de Billens ;
- 1335-1340 : Antoine Cornu de Vulliens ;
- 1341-1343 : Aymon de Châtonnay ;
- 1346 : Richard de Prez ;
- 1348 : Antoine Cornu de Vulliens ;
- 1356-1358 : Aymon de Bossonnens ;
- 1359-1360 : François de La Sarraz